# Rubus discernendus
Rubus discernendus — вид квіткових рослин родини трояндових (Rosaceae). 
Синонім: Rubus paratauricus Juz.

## Біоморфологічна характеристика
Це кущ 1–3 метри заввишки. Річні пагони тонкі, 3–7 мм у діаметрі, з плоскими або ледь жолобчастими гранями і б.-м. вузькими шипами, розміщеними по ребрах. Суцвіття б.-м. вузьке, вісь та гілочки з численними шипами.

## Поширення
Поширення: Україна — Крим, Грузія.
В Україні росте у соснових лісах, на узліссях — на ПБК, зрідка (в районі Ай-Петрі — Учан-су).